# ابن جزلة
اَلْمُحْسِنَ أَبُو عَلِي يَحْيَى بْنْ عِيسَى بْنْ جَزْلَةٍ اَلْبَغْدَادِيِّ المعروف بِابْنِ جَزْلَة عالم عربي مسلم وطبيب من بغداد توفي سنة 493هـ / 1100م. يعرف عند الغربيين باسم Bengesla. كان مسيحياً، لكنه اعتنق الإسلام سنة 466هـ / 1074م، متأثراً بأستاذه أبي علي بن الوليد المعتزلي. درس الطب على سعيد بن هبة الله طبيب الخليفة العباسي المقتدي بأمر الله. كان ابن جزلة يطبب أهل بلده ومعارفه بغير أجر، ويحمل إليهم الأشربة والأدوية بغير عوض، ويتفقد الفقراء ويحسن إليهم.

## نشأته
عاش في القرن الحادي عشر الميلادي ولم تحدد الموسوعات أو كتب تاريخ العلوم عام ميلاد له، ومن المعروف أنه ولد في بغداد ونشأ بها وتعلم علوم اللغة والمنطق والكلام ودرس الطب على يد الطبيب العشاب وصار طبيبا من أطباء الخليفة العباسي المقتدي بأمر الله.
أثناء دراسته للطب أعانه قاضي بغداد الحنفي على العيش فعينه نساخا بدار الحكمة، وكان ابن جزلة يسكن بمدينة الكرخ وعندما صار طبيبا كان يطبب أهله ومعارفه وأصدقاءه بدون أجر، فقد كان يرى أن الطب مهنة إنسانية لمساعدة الفقراء.

## إسهاماته العلمية
كان ابن جزلة إمام الطب في عصره. وقد تجلت إسهاماته الطبية في وضع جداول تشتمل على شروح وافية عن كل مرض، كما استعرض أنواع الأوبئة والأمراض وأوقات ظهورها، ثم البلدان التي تنتشر فيها، وطرق تشخيصها، وكيفية علاجها. وقد اتبع طريقة منتظمة في متابعة أعضاء جسم الإنسان وأمراضها، ووضع ذلك في جداول تسهل على المثقف العادي في عصره استعماله في العلاج.كما ربط في الجداول بين حالة المريض النفسية والاجتماعية ونوع المرض الذي قد يصيبه، فكانت تلك الجداول من أوائل الجداول التي ربطت بين علم الطب والاجتماع وعلم النفس. كان ابن جزلة من الصيادلة المشهورين في بغداد وقد أسهم في هذا الميدان من خلال وصف عقار والأعشاب والأدوية، وكل ما يستعمله الإنسان في التطبب من لحوم ونباتات ومستحضرات كيماوية.
من أهم اسهاماته التي نشأت لتخصصه في الأمراض الجلدية وبخاصة علاج أمراض الرأس الجلدية مثل الثعلبة والقرع وجميع قروح أمراض الرأس. كما أن له اهتمام خاص بطب الأطفال. مما يتميز به ابن جزلة في ميدان العلاج، أنه كان يؤمن بأهمية الموسيقى في شفاء الأمراض والوقاية منها. وقد قال في هذا الشأن: <<إن موقع الألحان من النفوس السقيمة مثل موقع الأدوية من الأبدان المريضة>>.

## مؤلفاته

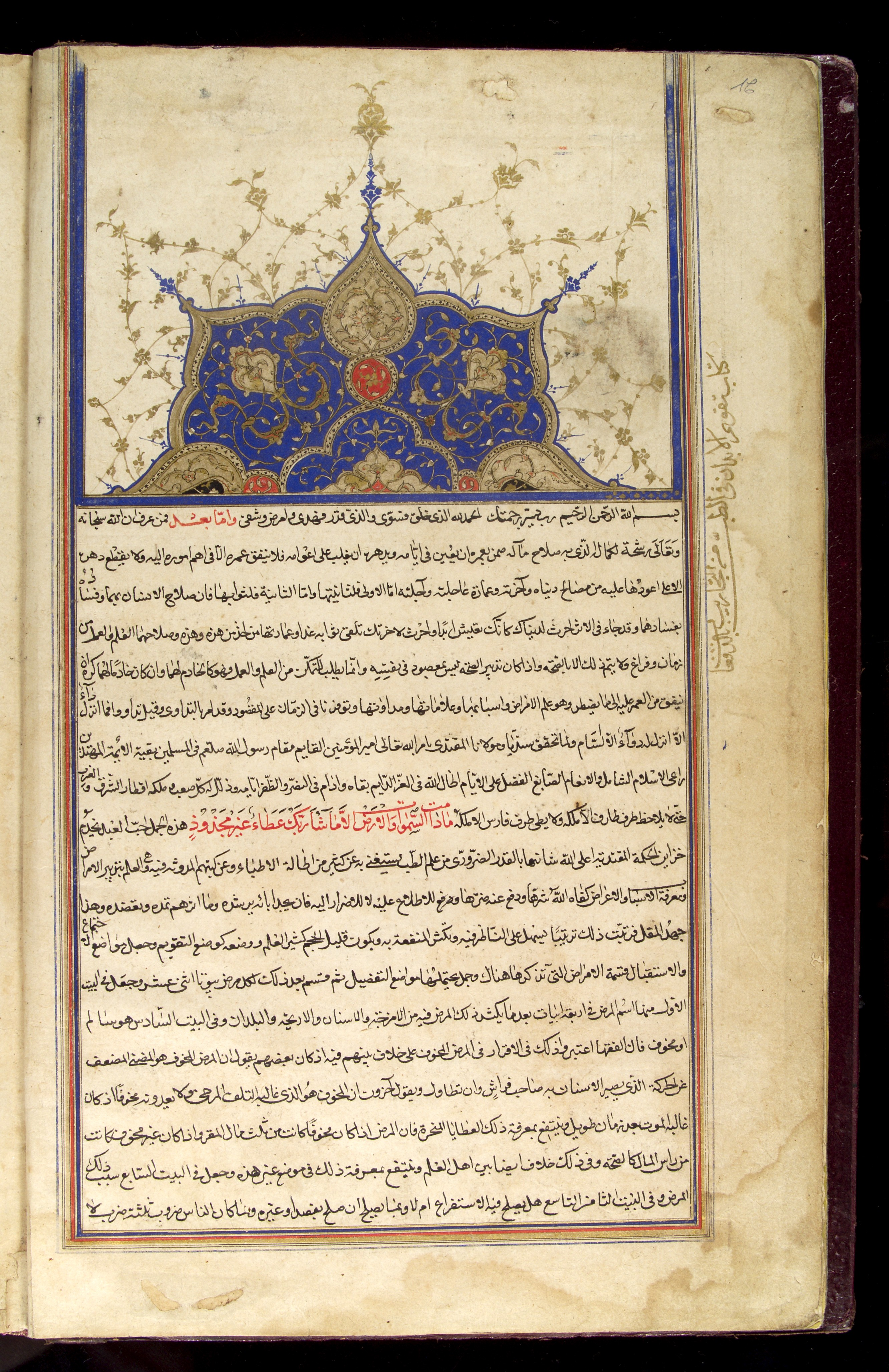
صفحة من كتاب «تَقْوِيمُ اَلْأَبْدَانِ فِي تَدْبِيرِ اَلْإِنْسَانِ» للعلامة أَبو علي يحيى ابن جزلة.

«تقويم الأبدان في تدبير الإنسان»، رتب فيه ابن جزلة أسماء الأمراض في جداول، مع وصف طريقة علاج اثنين وخمسين وثلاثمائة (352) مرض. وقد طبعت منه نسخة باللاتينية في ستراسبورغ سنة 1532.
«منهاج البيان فيما يستعمله الإنسان»، كتبه للخليفة العباسي المقتدي. وهو قائمة للعقاقير والأعشاب الطبية مرتبة على الأحرف الهجائية.
«الإشارة في تلخيص العبارة»؛
«كتاب أمراض الرأس»؛
«رسالة في مدح الطب وموافقته للشرع»؛
«كتاب الصحة بالأسباب الستة» وهو كتاب في طرق الوقاية الصحية من الأمراض؛
«كتاب العلم بتدبير الأمراض ومعرفة الأسباب والأعراض» وقد وضع فيه جدولا مختصرا لكل مرض؛
«رسالة في الرد على النصرانية».

## وفاته
توفى ابن جزلة في أواخر القرن الحادي عشر الميلادي في بغداد تاركًا لمن بعده أسسا رائعة لما نسميه في عصرنا الطب السريري، الذي يعتمد على العلاقة المباشرة بالمريض دون الغرق في المباحث الطبية النظرية.